# 宥清寺
宥清寺（ゆうせいじ）は、京都市上京区にある本門佛立宗の本山の寺院。山号は元は青柳山であったが現在は本門佛立山。本尊は十界大曼荼羅。関西で一番古い日蓮宗系の寺院である。

## 歴史
寺伝によると、延慶元年（1308年）に中老僧日弁が上洛し、藤原定家の末孫の禅僧で後の日寿を折伏すると、定家旧邸を寺とし当寺が創建されたという。当寺は青柳厨子（せいりゅうずし）本門寺とも呼ばれ、日蓮門下としては関西でいち早く建てられた最古の寺院である。
応仁の乱により丹波国亀山に移転するが、慶長4年（1599年）に京へ帰洛している。
元禄7年（1694年）に比叡山横川の末寺であった宥清寺を入手すると、宥清寺に本門寺の寺基を移して青柳山宥清寺とし、妙蓮寺の末寺となった。
万延元年（1860年）に日耀が宥清寺に入って隠居したが、文久3年（1863年）に日耀が遷化する。その後、荒廃してしまう。
1869年（明治2年）に廃寺同然であった宥清寺を開導日扇聖人が学問所として借り受けると、後に佛立修学所と称するようになった。その後、隆盛を誇るようになると当時の教務・信者の要望に応えて1931年（昭和6年）に本堂が再建されている。
1946年（昭和21年）に本門佛立講は、本門法華宗より分離独立し本門佛立宗となった。以後、当寺は本門佛立宗における唯一の本山となり、本門佛立宗根本道場とも称されている。
当寺の西には本門佛立宗が運営している京都佛立ミュージアムがある。

## 境内
- 本堂 - 1931年（昭和6年）再建。
- 庫裏
- 教務寮
- 法宅
- 宝蔵
- 西門
- 日扇聖人像
- 宗門納骨堂
- 百万霊会供養塔
- 佛立本山講堂
- 山門

## 文化財

### 重要文化財

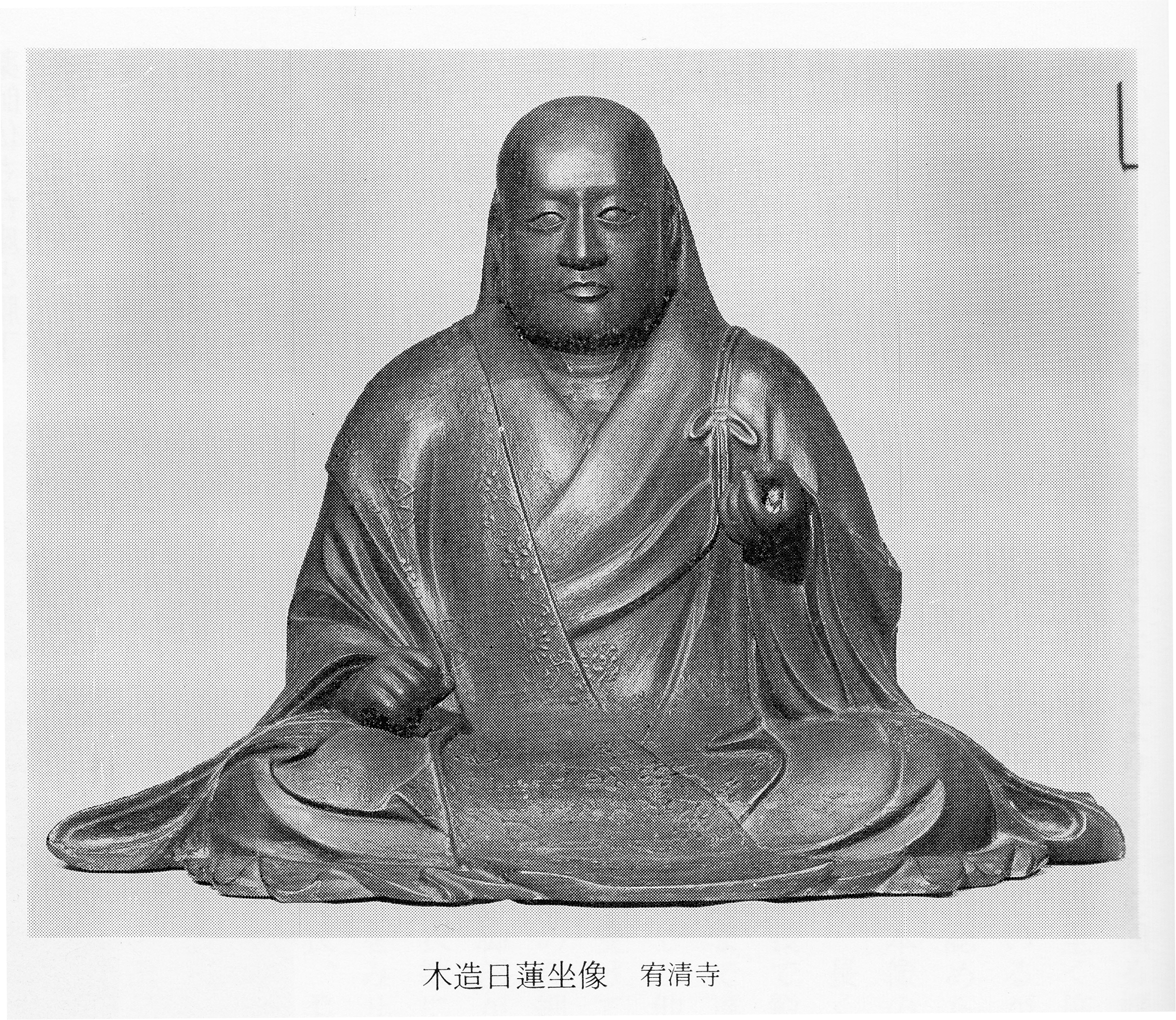
伝日法作

- 木造日蓮坐像 - 鎌倉時代の作。像高47.6cm。日蓮の肖像彫刻としては最古のものの1つ。寺伝では中老僧日法が日蓮在世の時に謹刻した一木三体の御尊像の一つで、日蓮自らが魂を入れたという「手自開眼の御尊像」であるという[1]。その後、日弁により上総国の鷲山寺より青柳山本門寺へ遷座されたとされる。1989年（平成元年）6月12日指定。平成元年7月号の『月刊文化財』には、「檜材を用いた寄木造で、両眼に水晶製の玉眼を嵌入、表面は全面に布を貼り、サビ漆で地固めし、黒塗漆の上賦彩。袈裟や横被の牡丹・菊花唐草文や羯磨・輪宝文は胡粉盛上金箔押しとしている。その堅実な技法や丁重な賦彩は明らかに都での制作を物語っており、安定感のある姿態の造形、着衣の自然な処理などに鎌倉期造像の特色が認められるが、その張りのある面貌表現には祖師像としての理想化の傾向があらわれており、鎌倉時代も末期の作とみるのが妥当であろう。」（P14〜15）と解説している。

## 所在地
- 京都府京都市上京区一条通七本松西入る滝ヶ鼻町1005-1

## アクセス
- 京福電気鉄道（嵐電）北野線 北野白梅町駅より徒歩約12分
- 京都市バス「北野天満宮前」下車、徒歩約5分